# ADN egoísta
El ADN egoísta se define como las secuencias de ADN que, en su forma más pura, tienen dos propiedades distintas:
- la secuencia de ADN se propaga mediante la formación de copias de sí mismo dentro del genoma
- no hace ninguna contribución específica al éxito de la reproducción de su organismo de acogida.

Esta idea fue esbozada brevemente por Richard Dawkins en su libro de 1976 El gen egoísta y fue explícitamente expuesto en dos artículos en 1980 la revista Nature. Según uno de estos artículos:

La teoría de la selección natural, en su formulación más general, se refiere a la competencia entre las entidades de replicación biológica; es decir los genes. Se extrapola que los replicadores eficientes aumentan en número a expensas de sus competidores menos eficientes. Después de un tiempo suficiente, solo los replicadores más eficientes sobreviven en el acervo génico.

El ADN egoísta puede ser interpretado como un conjunto de replicadores que no infieren ninguna ventaja adaptativa a sus organismos portadores o máquinas de supervivencia, comportándose como auténticos parásitos.

## Ejemplos
- Transposones: Secuencias discretas de ADN con capacidad de autotransporte a lo largo de todo el genoma del individuo. Pueden codificar proteínas que manipulan el genoma con el fin de propagarse ellos mismos o bien hacer copias de ADN a partir de ARN integrando las nuevas copias en nuevos puntos del genoma. Cerca del 45% del genoma humano está compuesto de transposones.

- Genes de endonucleasa homing: Son genes opcionales o no esenciales ampliamente distribuidos en los hongos, protozoos, bacterias, y virus. Son genes egoístas o parásitos que se propagan en las poblaciones, ya que codifican una secuencia endonucleasa específica (es decir, una proteína que rompe el ADN en una secuencia de reconocimiento especial, en este caso, generalmente 12-40 pb). Son un tipo especial de enzimas de restricción codificadas por intrones, que actúan sobre el ADN de la propia célula que las sintetiza. Más concretamente, en el alelo opuesto al gen que las codifica. Una vez la enzima es sintetizada ejerce su acción rompiendo el cromosoma en el alelo HEG-, a lo cual responde el sistema de reparación del ADN celular por medio de recombinación, utilizando como patrón el ADN intacto del alelo opuesto HEG+ para reparar el daño. Este ADN que es utilizado como patrón contiene el gen de la endonucleasa. De esta manera, el gen es copiado en el alelo que inicialmente no lo tenía. En consecuencia, estos genes presentan fuerte distorsión en la relación de transmisión, que a menudo son heredados por más del 95% de la progenie, más que el 50% que se esperaría bajo herencia mendeliana.

- Cromosomas B supernumerarios: aquellos cromosomas, principalmente o totalmente heterocromáticos que desempeñan un papel positivo en los cromosomas A en algunas circunstancias, ya que suprimen el emparejamiento homólogo durante la recombinación, que reduce las posibilidades de emparejamiento múltiple entre cromosomas de poliploides. Además de esto, los cromosomas B tienen también otros efectos sobre los cromosomas A, de los cuales se piensa que derivan: aumentan la distribución asimétrica de los quiasmas, aumentan el sobrecruzamiento y las frecuencias recombinatorias, es decir, incrementan la variación, provocan un aumento de cromosomas sin pareja, lo que concluye en infertilidad. Los poseen algunas especies animales y vegetales, aparte de su cariotipo normal.